# Добрунь (Брянский район)
Добру́нь — деревня в Брянском районе Брянской области, административный центр Добрунского сельского поселения. Расположен в 8 км к юго-западу от черты города Брянска на автотрассе А240, на правом берегу Десны. Крупнейшая деревня Брянской области (около 5 тыс. жителей).

## История
Первые документальные сведения о Добруни относятся к 1620 году, когда в писцовых книгах Брянского уезда Добрунь названа владением князя Григория Константиновича Волконского.
В начале 1664 года деревня, как и многие селения брянской округи, запустела после набега крымских татар. К началу XVIII века — владение Свенского монастыря. В 1711 году в ней было 19 дворов, в 1745 году — 36 дворов, в которых числилось 143 души мужского пола.
Во второй половине XIX века население Добруни стало расти быстрее, надельной земли было уже недостаточно, чтобы жить за счёт сельского хозяйства, и широкое развитие получило охотничество. Среди крестьян усилилось социальное расслоение.
Первая школа в Добруни открылась в 1895 году. В 1904 году в ней обучалось 50 детей.
До XVIII века Добрунь входила в состав Подгородного стана Брянского уезда; с 1840-х годов по 1924 год — в Супоневской волости Брянского (с 1921 года — Бежицкого) уезда, в 1924—1929 годах в Бежицкой волости, с 1929 в Брянском районе.
В 1932 году в Добруни образован колхоз «Культура», укрупнённый в 1960-е годы; с 1965 года — совхоз, с 1975 года — крупнейшее тепличное хозяйство области (ныне СПК „Агрофирма «Культура»“). Дом культуры (с 1982 года), библиотека, стадион.

## Население
| 2002 | 2010  | 2012  | 2013  | 2021  |
| ---- | ----- | ----- | ----- | ----- |
| 4207 | ↗4482 | ↗4528 | ↗4544 | ↗4957 |

| год           | 1866 | 1878 | 1897 | 1926 | 1979 | 1989 | 2002 |
| ------------- | ---- | ---- | ---- | ---- | ---- | ---- | ---- |
| число жителей | 465  | 629  | 935  | 1543 | 2164 | 3602 | 4207 |